# Омарбаев, Канат Нурмухамедович
Канат Нурмухамедович Омарбаев (род. 3 декабря 1943, с. Коктал, Панфиловский район, Алма-Атинская область, Казахская ССР) — советский и казахский оперный певец, музыкальный педагог. Заслуженный артист Казахской ССР (1991). Профессор Кафедра «Вокальное искусство и дирижирование» Казахский национальный университет искусств.

## Биография
Родился 3 декабря 1943 года в селе Коктал, Панфиловский район, Алма-Атинская область.
В 1965 году окончил Казахский сельскохозяйственный институт.
В 1973 году окончил Казахский Государственный институт им. Курмангазы по класс заслуженного артиста Казахской ССР, кандидата искусствоведения Орленина В. Н.
С 1973 по 1998 год — солист оперы Казахский государственный академический театр оперы и балета им. Абая.
В 1998 году был приглашён на работу в качестве преподавателя и декана вокально-хорового факультета в Казахской национальной академии музыки.
С 2000 по 2013 год — солист Национального театра оперы и балета им. К. Байсеитовой.
С 2006 по 2009 год — заведующий кафедрой сольного пения Казахской национальной академии музыки.

## Творчество
- Репертуар

Роли в театре Казахский государственный академический театр оперы и балета им. Абая
- Биржана из оп. М. Тулебаева «Биржан и Сара»
- Кебека из оп. «Енлик-Кебек» Г. Жубановой
- Альмавивы из оп. «Севильский цирюльник» Дж. Россини
- Арлекина из оп. «Паяцы» Р. Леонкавалло
- Пинкертона из оп. «Чио-Чио-Сан» Дж. Пуччини
- Водемона из оп. «Иоланта» П. Чайковского
- Бомелия из оп. «Царская невеста» Н. Римского-Корсакова. и.др.
- Представлял искусство Республики Казахстан в странах ближнего и дальнего зарубежья (Польша, Чехословакия, Венгрия, Германия, Вьетнам. Корея, Монголия, Россия и.др.).

## Награды
- В 1987 года Указом Президиума Верховного Совета СССР награждена медалью «За трудовую доблесть»
- 1991 — Присвоено почётное звание «Заслуженный артист Казахской ССР» (за заслуги в области казахского театрального и музыкального искусства)
- 2003 — Медаль «Ерен Еңбегі үшін» (За трудовое отличие)
- 2006 — Обладатель гранта Министерства образования РК «Лучший преподаватель вуза РК»
- 2013 — Орден «Курмет»[2]
- 2016 — Медаль «25 лет независимости Республики Казахстан»
- 2016 — Медаль «Ветеран труда Казахстана»
- дипломант конкурса певцов республик Казахстана и Центральной Азии и др.